# Impossible Mission (computerspel uit 1984)
Impossible Mission is een computerspel dat in 1984 door Epyx werd ontwikkeld en uitgebracht. Het spel kwam als eerste uit voor de Commodore 64 en de Apple II, later ook voor andere homecomputers. De speler speelt een geheim agent en moet op zoek naar Professor Elvin Atombender die de computers van de nationale geheime dienst saboteert. Je moet het domein van Atombender binnendringen, zijn dodelijke robots ontwijken en gedeeltes van een wachtwoord bij elkaar sprokkelen om deze in de hoofdruimte te gebruiken.
| Jaar | Platform                         |
| ---- | -------------------------------- |
| 1984 | Apple II, Commodore 64           |
| 1985 | PC-88, Sharp X1, ZX Spectrum     |
| 1986 | Amstrad CPC, BBC Micro, Electron |
| 1987 | Atari 7800                       |
| 1990 | SEGA Master System               |
| 2008 | Virtual Console (Wii)            |

## Ontvangst
| Beoordeeld door                | Platform           | Jaar | Score |
| ------------------------------ | ------------------ | ---- | ----- |
| Mean Machines                  | SEGA Master System | 1990 | 94%   |
| Computer and Video Games (CVG) | SEGA Master System | 1991 | 93%   |
| Retro Gamer                    | Commodore 64       | 2005 | 90%   |
| Tilt                           | Commodore 64       | 1985 | 83%   |
| Joystick (Frans)               | SEGA Master System | 1991 | 80%   |
| Sinclair User                  | ZX Spectrum        | 1985 | 80%   |
| Megablast                      | Atari 7800         | 1992 | 74%   |
| Video Games                    | SEGA Master System | 1991 | 70%   |
| Power Play                     | SEGA Master System | 1991 | 68%   |
| The Video Game Critic          | Atari 7800         | 2012 | 16%   |